# Galería Nacional de Arte Moderno de la India
La Galería Nacional de Arte Moderno (NGMA) es la principal galería de arte dependiente del Ministerio de Cultura del Gobierno de la India. El museo principal, situado en Jaipur House, Nueva Delhi, fue establecido el 29 de marzo de 1954 por el Gobierno de la India, con sucursales en Mumbai y Bangalore apareciendo posteriormente. 
Su colección de 17.000 obras de más de 2.000 artistas incluye personalidades nacionales como Thomas Daniell, Raja Ravi Verma, Abanindranath Tagore, Rabindranath Tagore, Gaganendranath Tagore, Nandalal Bose, Jamini Roy, Amrita Sher-Gil, así como figuras extranjeras. Algunas de sus piezas más antiguas datan de 1857. 
Con 12.000 metros cuadrados de espacio de exposición, la sucursal de Delhi es uno de los museos de arte moderno más grandes del mundo.

## Sede de Delhi
La sede principal del museo se encuentra en el bulevar Rajpath de Nueva Delhi, en el edificio conocido antiguamente como Jaipur House, que fue sede del Maharajá de Jaipur. El museo se inauguró en 1954 y en 2009 se le añadió otra ala. Su primer curador fue el historiador de arte alemán Hermann Goetz (1898-1976).
Expone esculturas y pinturas, principalmente de artistas indios. El espectro abarca desde la pintura tradicional en miniatura (a partir del siglo XVI) hasta el arte indio contemporáneo. Cuenta con más de 14.000 obras de figuras nacionales como Thomas Daniell, Prafulla Dahanukar, Raja Ravi Varma, Abanindranath Tagore, Rabindranath Tagore, Gaganendranath Tagore, Nandalal Bose, Jamini Roy, Amrita Sher-Gil, Dayanita Singh, además de piezas de artistas internacionales.

## Sede de Bombay
La sucursal de Bombay se encuentra en el barrio de Colaba. La exposición se inauguró en 1996 y, además de obras de Pablo Picasso, incluye una sección dedicada al arte egipcio.

## Sede de Bangalore
La sucursal de Bangalore está ubicada en el edificio Manikyavelu en Palace Road. Abierto en febrero de 2009, la exposición cuenta con unas 500 obras de diversos campos, incluida una gran colección de artistas contemporáneos indios y fotografías que detallan el desatollo del arte moderno en la India.